# World Squash Federation
La World Squash Federation (WSF) è la federazione sportiva internazionale, riconosciuta dal CIO che governa lo sport del squash.

## Azioni
Tutti i campionati mondiali sono organizzati dalla WSF, il resto del calendario del tour è in stretto coordinamento con l'associazione professionale maschile e femminile, il PSA. Allo stesso modo, il WSF assicura che lo squash diventi o rimanga parte del programma in eventi sportivi più grandi, come nei Giochi del Commonwealth o nei Giochi mondiali. Inoltre, la WSF svolge compiti amministrativi come l'organizzazione dell'arbitraggio e la manutenzione delle regole.

## Federazioni continentali
| Continente | Federazione                       | Presidente         |
| ---------- | --------------------------------- | ------------------ |
| Asia       | Asian Squash Federation (ASF)     | David Y.Y. Mui     |
| Europa     | European Squash Federation (ESF)  | Thomas Troedsson   |
| Africa     | Squash Federation of Africa (SFA) | Lucky Mlilo        |
| Oceania    | Oceania Squash Federation (OSF)   | Jim O'Grady        |
| America    | Federation of Panamerica (FPS)    | Francisco Paradisi |

## Presidenti
|    | Anni      | Nome                  |
| -- | --------- | --------------------- |
| 1  | 1967-1975 | Peter Phillips        |
| 2  | 1975-1981 | Murray Day            |
| 3  | 1981-1985 | Ian Stewart           |
| 4  | 1985-1989 | Ronnie Sinclair       |
| 5  | 1989-1996 | Tunku Imran           |
| 6  | 1996-2002 | Susie Simcock         |
| 7  | 2002-2008 | Jahangir Khan         |
| 8  | 2008-2016 | Narayana Ramachandran |
| 9  | 2016-2020 | Jacques Fontaine      |
| 10 | 2020-     | Zena Wooldrige        |

## Organizzazioni a cui appartiene
- Comitato Olimpico Internazionale (CIO)
- Association of the IOC Recognised International Sports Federations (ARISF)
- International World Games Association (IWGA)
- SportAccord (GAISF)